# APIS (psychometria)
APIS – bateria testów do badania inteligencji ogólnej. Nawiązując do teorii inteligencji Cattella, APIS mierzy składową inteligencji ogólnej – inteligencję skrystalizowaną. Powstaje ona na podstawie inteligencji płynnej i jest ukształtowana w oparciu o indywidualne doświadczenie jednostki.

## Zdolności mierzone przez APIS
| zdolności abstrakcyjno-logiczne (klasyfikacja, przekształcanie liczb) | Operacje rozumowania logicznego z wykorzystaniem materiału abstrakcyjnego (dedukcja i indukcja) |
| zdolności werbalne (synonimy, nowe słowa)                             | Rozumienie mowy i czynne posługiwanie się nią (znaczenie, pamięć słów, reguł gramatycznych).    |
| zdolności wzrokowo-przestrzenne (kwadraty, klocki)                    | Operacje stanowiące umysłowe reprezentacje przekształceń fizycznych.                            |
| zdolności społeczne (zachowania, historyjki)                          | Rozumienie relacji społecznych, ludzkich zachowań, planowania zachowań w relacjach społecznych. |

## Podtesty wchodzące w skład baterii APIS-P (wersja dla dzieci)
- zachowania
- kwadraty
- synonimy
- klasyfikacja
- przekształcanie liczb
- nowe słowa
- klocki
- historyjki

## Wyniki testu podawane są wskali stenowej(10-stopniowej)
| 10  | bardzo wysoki |
| 9-8 | wysoki        |
| 7   | podwyższony   |
| 6-5 | przeciętny    |
| 4   | obniżony      |
| 3-2 | niski         |
| 1   | bardzo niski  |

APIS-P przeznaczony jest dla dzieci kończących szkołę podstawową (normy dla uczniów klas I, II i III gimnazjum – próby ogólnopolskie). APIS-Z przeznaczony jest dla uczniów kończących szkołę średnią i studentów (normy dla uczniów klas II szkół średnich, dla studentów III roku – próby ogólnopolskie), dla dorosłych z wykształceniem średnim i wyższym (próby incydentalne).
Autorkami testu są: Anna Ciechanowicz, Aleksandra Jaworowska, Anna Matczak, Teresa Szustrowa 